# Aspicilia verrucigera
Aspicilia verrucigera är en lavart som beskrevs av Hue. Aspicilia verrucigera ingår i släktet Aspicilia och familjen Megasporaceae.  Arten är reproducerande i Sverige. Inga underarter finns listade i Catalogue of Life.